# Sidney Alfred Skan
Sidney Alfred Skan (1870 - 1939 ) fue un botánico inglés. Realizó más de 180 nuevas identificaciones y clasificaciones de especies nuevas, que publicaba en: Fl. Cap. (Harvey); Fl. Trop. Afr.; Bot. Mag.; J. Linn. Soc., Bot.; Bull. Misc. Inform. Kew; Curtis's Botanical Magazine; J. Linn. Soc., Bot.
Fue curador en el herbario del Real Jardín Botánico de Kew, hasta el 30 de septiembre de 1933.

## Algunas publicaciones
- Brown, n.e.; t. Cooke, s.a. Skan. 1912. Flora Capensis. Vol. 5. Ed. Royal Botanic Gardens, Kew

## Honores

### Eponimia
- (Fagaceae) Lithocarpus skanianus Rehder[1]

- (Fagaceae) Pasania skaniana Schottky[2]

- (Fagaceae) Quercus skaniana Dunn[3]
- La abreviatura «Skan» se emplea para indicar a Sidney Alfred Skan como autoridad en la descripción y clasificación científica de los vegetales.[4]